# دارتي (شيروان)
دارتي (بالفارسية: دارتی) هي مستوطنة تقع في إيران في قسم شیروان الريفي. يقدر عدد سكانها بـ 432 نسمة .